# Sala de consumo supervisado
Las salas de consumo supervisado de drogas o narcosalas son instalaciones sanitarias con supervisión profesional donde los consumidores de drogas pueden consumirlas en condiciones seguras e higiénicas. Incluyen servicios muy especializados en la materia en el marco de una red de servicios para usuarios de drogas (principalmente heroína y otras drogas inyectables) y funcionan en secciones separadas de aquellas ya existentes para las personas sin hogar.

## Características
Según las evidencias disponibles, los centros para consumo de drogas con menor riesgo facilitan la accesibilidad a tratamientos para sectores de usuarios de drogas especialmente sujetos a riesgos sociales y sanitarios, mejorando el acercamiento dentro de esquemas locales diversificados de intervención sobre problemas de drogas.
Hoy día, existen más de 100 salas de consumo en países como Holanda, Suiza, Alemania, España, Australia, Canadá y México. Se están planteando proyectos de implantación en Francia, Dinamarca y Portugal, y numerosos equipos académicos de todo el mundo estudian sus posibilidades y viabilidad en el abordaje de problemas de drogodependencia y en la prevención de transmisión de enfermedades como el VIH, las hepatitis virales, así como las muertes por sobredosis.
En el Reino Unido, que encabeza las estadísticas por muertes por sobredosis en Europa, no existen salas de consumo supervisado. En los Estados Unidos tampoco.[cita requerida]

### En España
En España la primera sala de consumo supervisado se abrió en Madrid en el poblado chabolista de las Barranquillas en el año 2000 bajo la denominación de Dispositivo Asistencial de Venopunción (D.A.VE.) abriendo el debate acerca de la conveniencia o no de este tipo de dispositivos.
Posteriormente se abrieron dispositivos de características similares en Barcelona y Bilbao. La segunda, abierta en 2003 en un edificio adyacente a la ría, administrada por Médicos del Mundo hasta diciembre de 2014 (De las 120 sobredosis que se han presentado en sus instalaciones, ninguna ha sido fatal gracias a la intervención de su personal sanitario.). A partir del 15 de enero de 2015 es gestionada por la Fundación Gizakia bajo la denominación CeSSAA-Anden1 (Centro Socio Sanitario de Atención a las Adicciones) Archivado el 3 de abril de 2018 en Wayback Machine..
En México
En México la primera sala de consumo supervisado se consiguió abrir el día 14 de noviembre del año 2018 en el municipio de Mexicali, Baja California, México. Ha sido primer el proyecto de consumo seguro no solo en México sino en toda América Latina, el proyecto fue impulsado por la organización civil Integración Social Verter A. C. y adquirió el nombre de "La Sala". El proyecto "La Sala" ha conseguido publicar varios artículos de investigación con universidades en Estados Unidos y Canadá en donde se deja evidencia del impacto de trabajo que tiene este centro de atención al consumo de sustancias psicoactivas. Con esto, queda comprobado la importante labor multisectorial que tienen las organizaciones de la sociedad civil en la atención a las drogas, ya que en la actualidad México sostiene una política de drogas unilateral, basada en la guerra contra las drogas y el estigma hacia las personas que consumen drogas.   

## Objetivos
- Reducir la mortalidad por sobredosis, la morbilidad, accidentalidad y prácticas de riesgo asociadas a tales consumos y los modos de vida relacionados, y la transmisión de enfermedades como el VIH/Sida y las hepatitis virales (tanto entre usuarios/as de drogas como entre población general).[3]
- Aumentar las derivaciones de usuarios/as de drogas a centros de servicios sociales, de salud mental y tratamiento de las drogodependencias, y de la red sanitaria, tanto de asistencia general como especializada.
- Mejorar la supervivencia y la calidad de vida de los colectivos de usuarios/as de drogas, como la salud pública de la población general.[3]
- Reducir la conflictividad y delincuencia en su entorno, y también el espectro de oportunidades comerciales para quienes trafican con drogas ilegales.
- Brindar asistencia al consumidor para encontrar tareas que le permitan interesarse en otros hábitos y permitan su alejamiento progresivo o controlado de la substancia que causa su adicción.[2][3]